# Aethiophysa delicata
Aethiophysa delicata là một loài bướm đêm trong họ Crambidae.